# Nealcidion sexnotatum
Nealcidion sexnotatum är en skalbaggsart som först beskrevs av Waterhouse 1901.  Nealcidion sexnotatum ingår i släktet Nealcidion och familjen långhorningar.
Artens utbredningsområde är Guyana. Inga underarter finns listade i Catalogue of Life.